# Hadiya (zone)
Pour les articles homonymes, voir Hadiya.
La zone Hadiya (ou Hadia) est une zone d'Éthiopie rattachée à la région Éthiopie du Centre. Elle compte 1 231 196 habitants en 2007. Ses plus grandes villes sont Hosaena et Shone.

## Géographie
- zone Hadiya
- Omo

La zone Hadiya se situe environ environ 250 km au sud-ouest d'Addis-Abeba. Elle comprend un grand territoire autour d'Hosaena ainsi qu'une importante exclave autour de Shone.
Bordée à l'ouest par l'Omo, elle est limitrophe de la zone Jimma de la région Oromia, de la zone Dawro de la région Éthiopie du Sud-Ouest et de la zone Wolayita de la région Éthiopie du Sud.
Elle est de plus bordée par le woreda spécial Tembaro et par les zones Yem, Gurage, Silt'e, Halaba et Kembata  dans la région Éthiopie du Centre.

## Histoire
Au XXe siècle, Hosaena est la capitale administrative de l'awraja Kembata et Hadiya de l'ancienne province du Choa.
La zone Hadiya est créée dans la région des nations, nationalités et peuples du Sud lors de la réorganisation du pays en régions en 1995.
Elle reprend la partie de l'ancien awraja située autour d'Hosaena ainsi que le woreda Badawacho au sud de la zone Kembata Alaba Tembaro. Son périmètre évolue notablement à la création de la zone Silt'e puis reste pratiquement inchangé,.
Elle rejoint la région Éthiopie du Centre en août 2023 à la dissolution de la région des nations, nationalités et peuples du Sud.

## Woredas
La zone Hadiya de la région des nations, nationalités et peuples du Sud se compose initialement de quatre woredas appelés Badawacho, Konteb, Limo et Soro dans le recensement de 1994. L'Atlas of the Ethiopian rural economy publié en 2006 montre l'étendue de ces quatre districts à ceci près que Konteb s'appelle désormais Misha.
La zone perd du territoire avec le détachement de Mirab et Misraq Azernet Berbere qui se séparent de Limo, et rejoignent la zone Silt'e au plus tard en 2007.
Elle compte onze woredas de 2007 à 2017, :
- Ana Lemo[10] ;
- Duna[11] ;
- Gibe[12] ;
- Gomibora[11] ;
- Hosaena[10] ;
- Limo, ou Limu ;
- Mirab Badawacho[13] ;
- Misha ;
- Misraq Badawacho[13] ;
- Shashogo[10] ;
- Soro.

Six nouveaux woredas apparaissent dans la zone au début des années 2020 : Ameka (détaché de Misha), Mirab Soro (détaché de Soro), Siraro Badawacho (détaché de Misrak Badawacho), Shone (ville-woreda détachée de Misrak Badawacho) ainsi que Gimbichu et Jajura (villes-woredas détachées de Soro),.
La zone Hadiya est ainsi composée de dix-sept woredas lorsqu'elle se rattache à la région Éthiopie du Centre en 2023.

## Démographie
Le recensement national de 2007 fait état d'une population de 1 231 196 habitants dans la zone Hadiya dont 11 % de citadins.
La plupart des habitants (91 %) ont pour langue maternelle le hadiyya. L'amharique est la langue maternelle pour 2 % des habitants, le kambatta pour 2 % également, l'alaba, le wolaitta, le silt'e et les langues gouragué pour moins de 1 % respectivement.
La majorité des habitants (75 %) sont protestants, 11 % sont musulmans, 8 % sont orthodoxes et 4 % sont catholiques.
La principale ville de la zone est Hosaena avec 69 995 habitants en 2007, suivie par Shone (15 616 habitants en 2007), Gimbichu (8 556), Jajura (6 351), Bonesha (6 338), Anso (5 778), Homocho (5 066) et Morsito qui atteint 4 005 habitants à la même date.
| Woreda 2007      | Population 2007 | Agglomérations,         |
| ---------------- | --------------- | ----------------------- |
| Ana Lemo         | 71 963          | Fonko                   |
| Duna             | 122 087         | Anso                    |
| Gibe             | 109 256         | Homocho                 |
| Gomibora         | 93 141          | -                       |
| Hosaena          | 69 995          | Hosaena                 |
| Limu             | 118 594         | Lisana, Belesa          |
| Mirab Badawacho  | 83 439          | Wada                    |
| Misha            | 127 318         | Morsito, Geja           |
| Misraq Badawacho | 142 823         | Shone                   |
| Shashogo         | 103 722         | Bonesha, Dosha          |
| Soro             | 188 858         | Gimbichu, Jajura, Jecho |

En 2022, la population de la zone est estimée à 1 787 337 personnes avec une densité de population de 497 personnes par km2 et 3 593 km2 de superficie.